# ميل كندريك
ميل كندريك (بالإنجليزية: Mel Kendrick) هو فنان أمريكي، ولد في 28 يوليو 1949 في بوسطن في الولايات المتحدة.